# رولكس داي ديت

ساعة رولكس داي ديت من الذهب الأصفر

رولكس أويستر بربتشوال داي ديت هي كرونومتر ذاتي التعبئة معتمد من المعهد الرسمي السويسري لاختبار الكرونومتر (COSC) من إنتاج رولكس، عُرضت لأول مرة في عام 1956، وكانت أول ساعة تعرض التاريخ واليوم مكتوبين بالكامل. وتعرض التقويم بـ 26 لغة.
نظرًا لارتباطها برئيس الولايات المتحدة وحضورها المهيب على المعصم، اكتسبت لقب "الرئيس".
تعد أحد موديلات رولكس المصنوعة فقط من الذهب الأصفر الخالص عيار 18 قيراطًا والذهب الأبيض عيار 18 قيراطًا والذهب إيفروز عيار 18 قيراطًا (نسخة رولكس من الذهب الوردي عيار 18 قيراطًا) والبلاتين (PT950). كما أنه النموذج الوحيد المعروض مع سوار "الرئيس" المطابق للمعادن الثمينة.

## رولكس ستيلا
قدم نوع مختلف من داي ديت يسمى "Lacquered Stella" (المعروف الآن باسم ستيلا (بالإنجليزية:  Stella)‏) إلى أسواق الشرق الأوسط وآسيا في السبعينيات. تتميز ساعة ستيلا بأقراص ذات ألوان زاهية ومشرقة، ويُشاع أنها سُميت على اسم الرسام الأمريكي فرانك ستيلا. بيعت ستيلا مطلية بالذهب في كريستيز مقابل 131.250 دولارًا في عام 2019. واعتبارًا من عام 2020، تُعرض رولكس مقاسين من ساعة رولكس داي ديت: 40 ملم و36 مم.

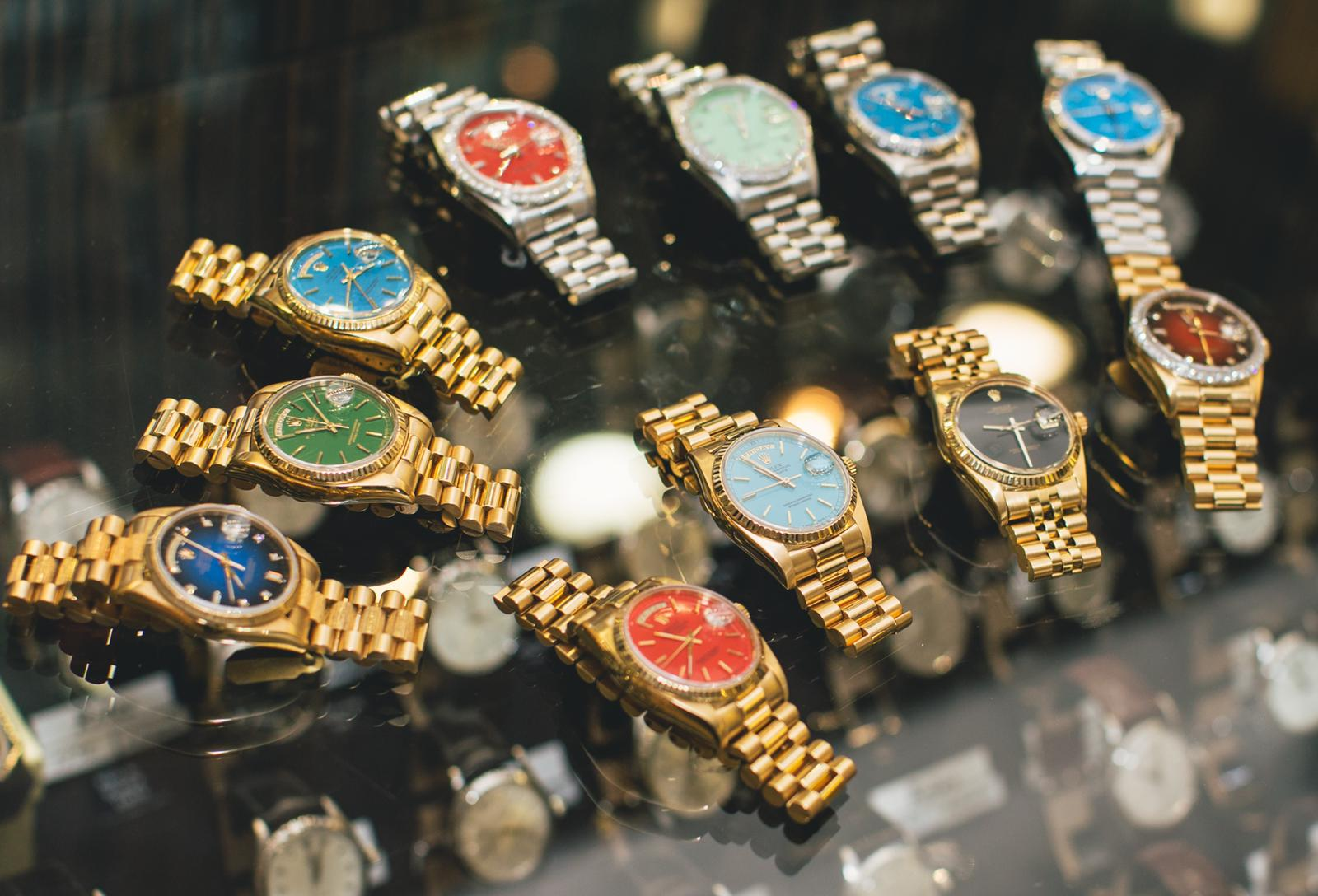
إحدى عشرة ساعة رولكس ستيلا مختلفة بأقراص مينا ملونة ومطلية مختلفة

يتميز ميناء ستيلا بالتاريخ واليوم مكتوبين بالكامل، ولكن على عكس الإصدار القياسي داي ديت الذي يتميز تقليديًا بألوان الميناء باللون الأسود أو الذهبي أو الفضي، يتميز ميناء ستيلا بألوان الميناء باللون الأحمر، البرتقالي، أو الأزرق، أو الأخضر، أو الفيروزي، أو الخوخي، أو الوردي، أو الأصفر، أو الأرجواني.

## مرتديها

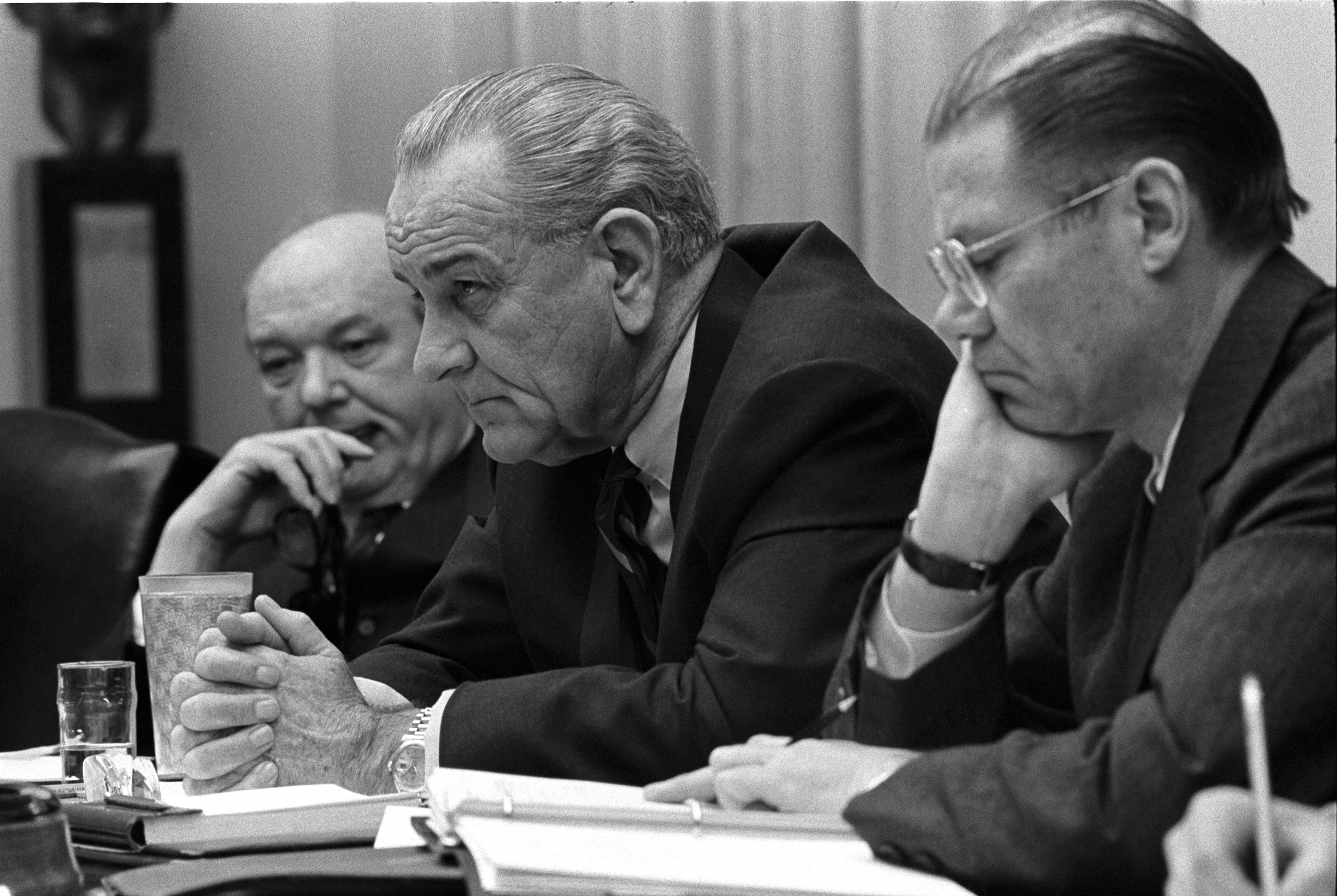
الرئيس السادس والثلاثون للولايات المتحدة، ليندون جونسون، وهو يرتدي ساعة رولكس داي ديت في عام 1968.

- جون كينيدي، الرئيس الخامس والثلاثون للولايات المتحدة؛ أهدته مارلين مونرو رولكس داي ديت من الذهب الأصفر بمناسبة عيد ميلاده عام 1962، محفورًا عليه رسالة "جاك / مع الحب كما هو الحال دائمًا / من / مارلين / 29 مايو 1962". كان عيد الميلاد نفسه هو المكان الذي غنت فيه عيد ميلاد سعيد، سيدي الرئيس. لكنه لم يرتدي الساعة أبدًاء[14][15]
- ليندون جونسون، الرئيس السادس والثلاثون للولايات المتحدة.[16][17]
- ريتشارد نيكسون، الرئيس السابع والثلاثون للولايات المتحدة.[16]
- جيرالد فورد، الرئيس الثامن والثلاثون للولايات المتحدة.[16]
- رونالد ريغان، الرئيس الأربعون للولايات المتحدة.[16]
- دونالد ترامب، الرئيس الخامس والأربعون للولايات المتحدة.[16]
- وارن بافيت، المستثمر الملياردير الأمريكي.[18]
- مايكل جوردان، لاعب كرة سلة أمريكي محترف.[16]
- ليبرون جيمس، لاعب كرة سلة أمريكي محترف.[19]
- كيفن لوف، لاعب كرة سلة أمريكي.[19]
- كارميلو أنتوني، لاعب كرة سلة أمريكي محترف.[19]
- جاك نيكلوس، لاعب غولف أمريكي محترف.[16]
- تينزن غياتسو، الدالاي لاما الرابع عشر.[16]
- إميريل لاجاسي، طاهٍ أمريكي مشهور.[20]